# Jacklow
Jacklow is een dorp in de regio Pomeroon-Supenaam van Guyana. Het bevindt zich aan de Pomeroonrivier, en wordt voornamelijk bewoond door Indo-Guyanezen en inheemsen.

## Geschiedenis
Vanaf 1838 werden Indiase contractarbeiders naar Brits-Guiana gebracht om de voormalige slaven te vervangen. De afspraak was dat ze vijf jaar in Brits-Guiana zouden werken en daarna terug konden keren naar India, maar de praktijk was vaak anders. Halverwege de 19e eeuw gingen veel suikerplantages failliet. De Pomeroon was oorspronkelijk onderdeel van een Nederlandse kolonie met dezelfde naam, maar stroomopwaarts lag een moerasgebied dat nooit gekoloniseerd was. De Tacoordeen familie vestigde zich het eerst in het gebied. Ongeveer 50 families volgden later. In 1860 bouwde de Anglicaanse dominee Jacklowe een kerk in het dorp.
Mohamed Sarafraz, een contractarbeider, vestigde zich in Jacklow en begon in het dorp een moskee te bouwen. In 1912 was de moskee gereed. Het was een gebouw van pinapalmhout, en meette 3,7 bij 4,6 meter. Het diende als moskee voor moslims in een straal van ongeveer 45 km, en werd een toeristische trekpleister. In 2019 is de moskee opgeknapt en is opnieuw in dienst genomen.
Jacklow en het omliggende gebied heeft regelmatig last van overstromingen van de Pomeroon.

## Overzicht
De economie van Jacklow is gebaseerd op landbouw en bootconstructie. Het dorp heeft een basisschool, maar de middelbare school en kliniek bevinden zich in Charity. Sinds 2019 is er gratis Wi-Fi in Jacklow. Er zijn geen wegen in Jacklow, en het kan alleen via de rivier worden bereikt vanaf Charity.

## Galerij

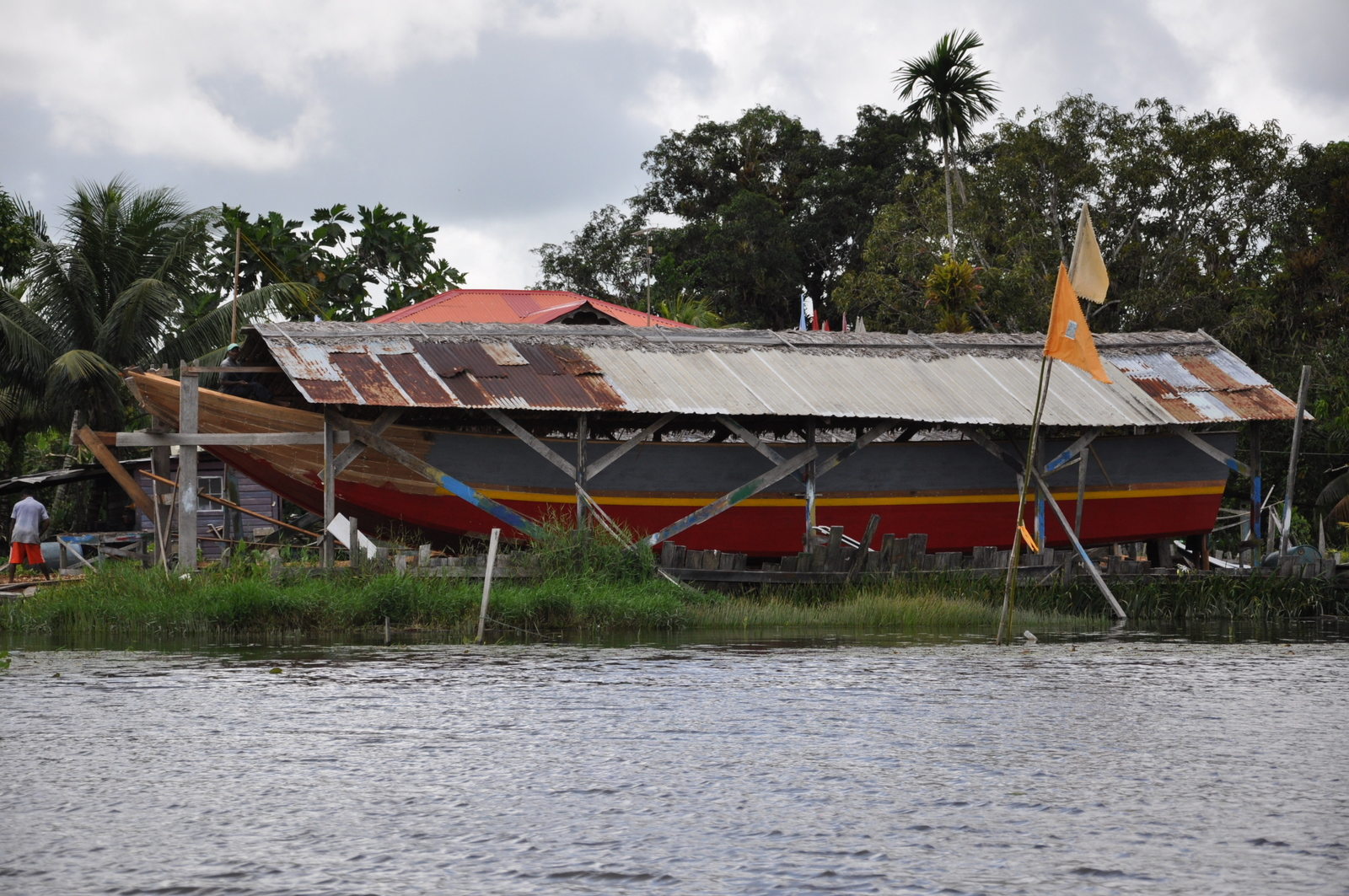
Bootconstructie in Jacklow
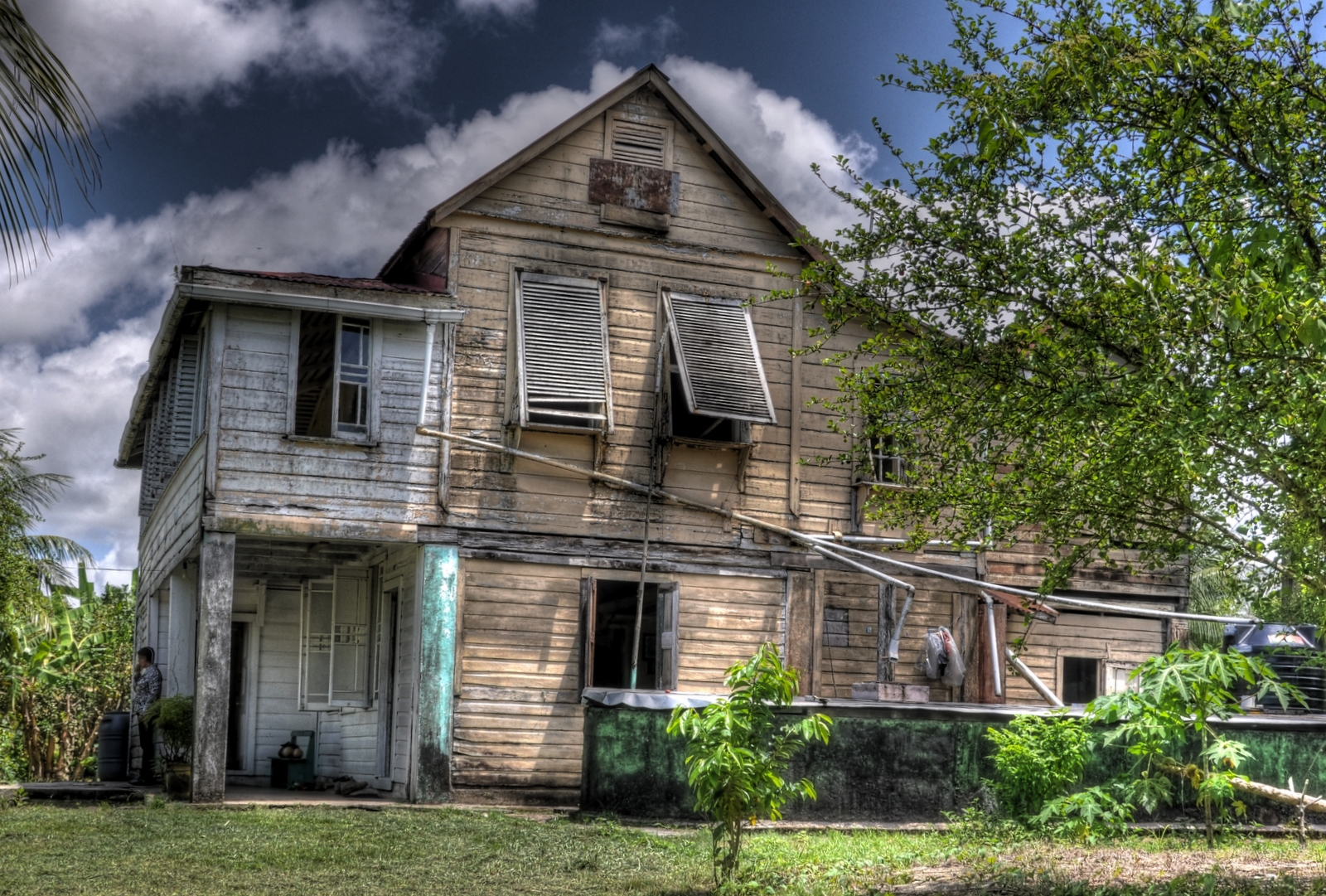
Een oud huis in Jacklow

Anna Regina · Charity · Jacklow · Supenaam